# Guentherus katoi
Guentherus katoi is een straalvinnige vissensoort uit de familie van de diepzeekwabben (Ateleopodidae). De wetenschappelijke naam van de soort is voor het eerst geldig gepubliceerd in 2008 door Senou, Kuwayama & Hirate.